# خوزه رائول ایگلسیاس
خوزه رائول ایگلسیاس (انگلیسی: José Raúl Iglesias؛ زادهٔ ۶ مارس ۱۹۵۷) بازیکن فوتبال اهل آرژانتین است.
از باشگاه‌هایی که در آن بازی کرده‌است می‌توان به باشگاه ورزشی اتلتیکو جونیور، باشگاه فوتبال رکریتیوو اوئلوا، باشگاه فوتبال روساریو سنترال، باشگاه فوتبال رئال بتیس، و باشگاه فوتبال رئال مورسیا اشاره کرد.